# Калинин, Николай Никитович
Николай Никитович Калинин (22 апреля 1922, хутор Волчий-Второй, Воронежская губерния — 1943) — лётчик штурмовой авиации, младший лейтенант Рабоче-крестьянской Красной Армии, участник Великой Отечественной войны, Герой Советского Союза (1944).

## Биография
Родился 22 апреля 1922 года на хуторе Волчий-Второй (ныне — посёлок в Волоконовском районе Белгородской области). Окончил семь классов школы, после чего уехал в Донбасс, работал на руднике. После окончания курсов машинистов электровозов работал по специальности на шахте "Центральная - Ирмино". Позднее проживал и работал в деревне Васильевское Серпуховского района Московской области. 
В 1940 году был призван на службу в Рабоче-крестьянскую Красную Армию. В 1941 году он окончил Краснодарское военное авиационное училище. С мая 1943 года — на фронтах Великой Отечественной войны.
К сентябрю 1943 года был лётчиком 210-го штурмового авиаполка, 230-й штурмовой авиадивизии, 4-й воздушной армии, Северо-Кавказского фронта в звании младшего лейтенанта. За время своего участия в боях совершил 23 боевых вылета. 
17 сентября 1943 года во время боевого вылета был подбит самолёт командира эскадрильи будущего дважды Героя Советского Союза старшего лейтенанта Г. Ф. Сивкова. Николаю Калинину удалось совершить посадку и забрать Сивкова и его воздушного стрелка, благодаря чему те избежали немецкого плена. 27 сентября 1943 года его самолёт был сбит во время штурмовки немецкой зенитной батареи в районе станицы Голубицкая Темрюкского района Краснодарского края. Похоронен на выезде из станицы Голубицкой, на могиле установлен памятник.
Указом Президиума Верховного Совета СССР «О присвоении звания Героя Советского Союза офицерскому составу военно-воздушных сил Красной Армии» от 4 февраля 1944 года за «образцовое выполнение боевых заданий командования на фронте борьбы с немецкими захватчиками и проявленные при этом отвагу и геройство» был удостоен посмертно высокого звания Героя Советского Союза. Также был награждён орденами Ленина и Красной Звезды.

## Память
В его честь названа улица в Темрюке и школа на его родине, у школы установлен бюст Михаила Калинина. В селе селе Волчья-Александровка школа носит имя героя.